# Helge Söderblom
Helge Söderblom, född 8 januari 1896 i Paris i Frankrike, död 7 januari 1932 i Uppsala domkyrkoförsamling, var en svensk skådespelare, verksam i Tyskland, Finland och Sverige samt journalist på Tidningarnas Telegrambyrå, TT, i Stockholm.  

## Biografi
Söderblom var son till ärkebiskop Nathan Söderblom och Anna Forsell samt bror till bland andra Brita Brilioth (gift med Yngve Brilioth), Sven Söderblom, Staffan Söderblom och Jon Olof Söderblom. Han växte upp i Stabby prästgård i Uppsala. Hans morbror var operasångaren och operachefen John Forsell och hans systerson var operasångaren Helge Brilioth. 
Helge Söderblom var efter studentexamen 1914 verksam som skådespelare i Berlin, Helsingfors, Vasa, Åbo och Göteborg. Han tog 1925 en filosofie kandidatexamen vid Uppsala universitet och var därefter journalist vid bland annat Tidningarnas Telegrambyrå.
Han hade sonen Robert Söderblom (1927–2010) tillsammans med Elise Jernberg (1897–1969), vilken var hans hustru i ett år mellan 1928 och 1929. Elise Jernberg, omgift Sundquist, var dotter till komministern August Jernberg och Stina, ogift Hagberg, Vrena, Södermanland.
Helge Söderblom var bisexuell, och hans skådespelarverksamhet accepterades inte av föräldrarna. Han blev i maj 1929 i  förvirrat tillstånd omhändertagen som mentalsjuk och tillbringade återstoden av sitt liv på anstalter av olika slag. Sondottern Omi Söderblom utgav 2014 texter ur Helge Söderbloms återfunna självbiografiska författarskap.
Helge Söderblom är begravd på Uppsala gamla kyrkogård.